# Семейные кризисы
Семейные кризисы (англ. family crises) — психологические трудности, встречающиеся в семьях на разных этапах их семейного цикла. Различают нормативные и ненормативные семейные кризисы.

## Нормативные семейные кризисы
Отличительной особенностью нормативных семейных кризисов является то, что их в большей или меньшей степени переживают все семьи.
Вирджиния Сатир выделяет 10 основных кризисных этапов в жизненном цикле семьи:
1. Зачатие, беременность и рождение первенца. С появлением новорождённого семейный союз как отношения эгоистические трансформируется в отношения альтруистические: супруги стоят перед задачей перераспределения своих ролей с учётом нужд и потребностей ребёнка.
2. Начало освоения ребёнком человеческой речи. Развитие речи, ее полнота и насыщенность полностью зависит от общения с близким взрослым, что требует серьёзного вклада со стороны родителей.
3. Налаживание отношений ребёнка с окружающей средой. Чаще всего речь идёт об отношениях в школьном коллективе. Родители и их дети на данном этапе стоят перед задачей адаптации к элементам школьного мира, чужой реальности и обстановке, а также перед задачей усвоения и соблюдения норм и правил, принятых в школьном обществе.
4. Вступление ребенка в подростковый возраст. Возможно возникновение конфликтов между родителями и детьми ввиду психологических особенностей подросткового возраста, таких как болезненное отношение к критике, импульсивность, борьба с родительским авторитетом, общая эмоциональная неустойчивость и пр. Психологический микроклимат в семье в данный период ухудшает и то, что родители в силу своего возраста сами могут находиться в напряжённой ситуации, испытывая кризис среднего возраста.
5. Взросление ребёнка, оставление родительского дома в поиске самостоятельности и независимости. На данном этапе у родителей зачастую возникает так называемый синдром «пустого гнезда», поскольку прекращение совместного проживания воспринимается ими как потеря.
6. Женитьба взрослых детей, вхождение в семью новых членов (невестка, зять). Перед супругами встаёт новая задача — построение взаимоотношений с новыми людьми, принятие их в узкий круг членов своей семьи.
7. Наступление климакса в жизни женщины-жены. На данном этапе женщина теряет способность к рождению детей, происходят глобальные физиологические изменения в организме, что может послужить причиной тяжёлых переживаний.
8. Уменьшение сексуальной активности у мужчин. На данном этапе происходят нормативные физиологические изменения мужского организма, связанные со старением, которые могут переживаться как потеря важнейшего мужского качества — энергии либидо. Задача мужчины здесь — принятие своих текущих физиологических возможностей касательно собственной сексуальной жизни.
9. Становление родителей в качестве бабушек и дедушек. Задача новоиспечённых прародителей — принятие на себя данной роли, а также передача главенства в семейной системе молодому поколению.
10. Уход из жизни супругов. Смерть супруга зачастую вызывает тяжелейшие переживания, требующие активизации жизненных ресурсов и эмоциональной поддержки от других членов семьи.

Каждый из этих этапов сопровождается повышенной тревожностью, требует подготовки и последующего перераспределения сил всех членов семьи.

## Ненормативные семейные кризисы
Ненормативные семейные кризисы, в отличие от нормативных, возникают не во всех семьях. Их появление зависит от ряда неблагоприятных условий, таких как болезнь, жилищно-бытовые проблемы, конфликт с окружающими людьми, социально-экономические процессы (война, финансовый кризис) и пр.
Э. Г. Эйдемиллер и В. В. Юстицкис считают, что трудности, которые могут послужить причиной кризисной ситуации в семье, можно разделить по силе и длительности воздействия:
1. Вызванные острыми раздражителями: смерть одного из членов семьи, измена, внезапная болезнь, внезапная смена социального статуса (банкротство или попадание в тюрьму) и пр.;
2. Вызванные хроническими раздражителями: чрезмерная физическая и психологическая нагрузка, жилищные проблемы, длительный конфликт между членами семьи.

Суммирование разного рода трудностей (например, смерть члена семьи и, как следствие, ухудшение финансового положения) делает протекание ненормативного семейного кризиса особенно тяжёлым.

### Развод
Развод считается ненормативным кризисом, поскольку служит причиной дисгармоничности внутри семьи и требует глубокой реорганизации системы отношений и ролей. Выделяют следующие причины разводов:
1. утрата и недостаток любви, взаимного уважения, доверия и взаимопонимания;
2. неверность супругов, сексуальные отношения вне брака, ревность;
3. алкоголизм и другие аддикции одного из супругов;
4. единоличное главенство одного из супругов, подавление своего партнёра;
5. несправедливое и неравномерное распределение домашних обязанностей (ролевая перегрузка женщин: и работа, и воспитание детей, и обязанности по дому);
6. чрезмерное вмешательство прародителей (родителей супруга) в семейную жизнь;
7. противоречивые взгляды на воспитание детей;
8. отсутствие общих интересов;
9. несовместимость взглядов и ценностей;
10. неготовность супругов ко вступлению в брак;
11. сексуальная дисгармония;
12. насилие в семье;
13. асоциальное поведение одного из супругов;
14. нежелание иметь детей одним из супругов;
15. материальные, финансовые и жилищные проблемы в семье.

По мнению Элизабет Кюблер-Росс, стадии, через которые проходят разводящиеся супруги, имеют сходство со стадиями горя:
1. отрицание;
2. озлобленность;
3. переговоры;
4. депрессия;
5. примирение.

### Супружеская измена
Супружеская измена — добровольные отношения сексуального характера с человеком, не являющимся брачным партнёром. Особенностью измены является то, что в сексуальную связь вступают тайно, без ведома супруга. Считается, что измена имеет следующие причины:
1. супружеская несовместимость (прежде всего — сексуальная);
2. отсутствие эмоциональной близости;
3. охлаждение чувств в браке;
4. месть одного из партнёров другому за причинённые страдания;
5. отсутствие взаимных чувств в браке;
6. сексуальное воздержание партнёра, связанное с болезнью, длительным отсутствием супруга и т. д.
7. личностные особенности супругов.

Измена как ненормативный семейный кризис, с одной стороны, свидетельствует о несостоятельности брака, с другой стороны — является способом привлечения внимания партнёра и сохранения супружеских отношений путём удовлетворения тех потребностей, которые супруг удовлетворить не в состоянии.

### Домашнее насилие
Насилие как ненормативный семейный кризис может быть физическим (побои), экономическим (лишение средств к существованию или навязанная финансовая зависимость), психологическим и сексуальным. Существует семейное насилие между мужем и женой, родителем и ребенком, другими родственниками. Чаще всего насилию в семье подвергаются женщины и дети.
Выделяют следующие причины семейного (домашнего) насилия:
1. насилие в семье как продолжение уличного и социального насилия: считается, что культурные нормы и ценности относительно насилия, которые приняты в обществе, усваиваются и применяются членами семьи по отношению друг к другу;
2. насилие как результат некорректного распределения ролей в семье и неэффективной коммуникации между её членами;
3. насилие и агрессия как следствие психологических травм, полученных в детстве.

### Усыновление, опекунство и патронаж
Принятие в семью ребёнка — нового члена семьи — ненормативный кризис, поскольку требует полной перестройки системы взаимоотношений внутри семьи. Выделяют следующие мотивы усыновления:
1. желание продолжить род по причине бесплодия;
2. поиск «смысла жизни» при помощи приёмного ребёнка;
3. преодоление одиночества;
4. альтруистический: стремление «вырвать» ребенка из детского дома, таким образом защитив его;
5. компенсация утраты собственного ребенка;
6. стабилизация и упрочнение супружеских отношений;
7. улучшение материального и жилищного положения за счёт выплат, получаемых ребёнком-сиротой от государства и выплат, положенных опекунам.

Скорость протекания данного кризиса напрямую зависит от скорости адаптации ребёнка в новой семье.

## Преодоление семейных кризисов
Кризисную ситуацию можно рассматривать двояко. С одной стороны, это — нарастание конфликтности во взаимоотношениях, снижение удовлетворенности семейной жизнью, с другой стороны — умножение усилий всех членов семьи, направленных на преодоление возникших препятствий.
Выделяют некоторые особенности семей, позволяющие преодолевать кризисные ситуации с наименьшими потерями. К ним относятся:
1. гибкость взаимоотношений между членами семьи;
2. сплочённость семьи;
3. открытость в восприятии окружающего мира;
4. адекватные ролевые ожидания членов семьи относительно друг друга.